# Беличский сельсовет
Беличский сельсовет — административная единица на территории Слуцкого района Минской области Республики Беларусь.

## Состав
Беличский сельсовет включает 7 населённых пунктов:
- Беличи — деревня.
- Болотчицы — деревня.
- Горки — деревня.
- Евличи — деревня.
- Квасыничи — деревня.
- Мащицы — деревня.
- Млынка — деревня.
- Новобеличи — деревня.
- Октябрь — агрогородок.
- Целевичи — деревня.
- Чижовка — деревня.